# Lo que vendrá (álbum)
Lo que vendrá es la banda sonora compuesta por Charly García para la película Lo que vendrá (1988), de Gustavo Mosquera. Fue grabado en el año 1988 en los Estudios ION de Buenos Aires y en los Electric Lady Studios de Nueva York, y editado en el mismo año. En la película García tuvo un papel coprotagonista, interpretando a un enfermero. Luego y durante su estadía en Nueva York, el músico ganaría un premio por ese papel.
El álbum se caracteriza por contener un sonido más pesado y oscuro que en otros lanzamientos de Charly hasta aquel momento. Esto se ve en canciones como "Inocente llegada a la ciudad" o "Callejón Punk".

## Lista de canciones
Todas las canciones escritas y compuestas por Charly García. 
| N.º   | Título                             | Duración |  |
| 1.    | «Obertura, títulos y presentación» | 2:04     |  |
| 2.    | «Anónimo Musical»                  | 2:18     |  |
| 3.    | «Inocente llegada a la ciudad»     | 5:24     |  |
| 4.    | «Tema de la Radio»                 | 5:28     |  |
| 5.    | «Todo se revela alguna vez»        | 4:15     |  |
| 6.    | «Callejón Punk»                    | 3:03     |  |
| 7.    | «Ella sólo viste de blanco»        | 2:14     |  |
| 8.    | «Persecución en la Autopista»      | 5:12     |  |
| 9.    | «Peces en el Aire»                 | 1:51     |  |
| 10.   | «La Ciudad se está apagando»       | 3:00     |  |
| 11.   | «Tema final de 'Lo que vendrá'»    | 4:32     |  |
| 38:59 |                                    |          |  |

## Músicos
- André Gomes: Bajo.
- Fernando Samalea: Batería, programación y percusión.
- Charly García: Guitarra, teclados, efectos, producción.